# Invincible Shield
Invincible Shield je devatenácté studiové album britské metalové skupiny Judas Priest, které vyšlo v březnu 2024 přes vydavatelství Epic/Columbia produkované Andy Sneapem a Tomem Allomem jako koproducentem (pouze skladby „Giants in The Sky“ a „Sons of Thunder“).

## Pozadí a nahrávání
V únoru 2020 kapela oficiálně začala psát sezení pro své 19. album,  ale jak později uvedl kytarista Richie Faulkner , „čelili určitým problémům s plány kvůli pandemii “ a nebyli schopni se sejít a pracovat na novém hudbě: "Chtěli jsme zachovat stejnou dynamiku jako Firepower - když jsme se všichni sešli, hráli jsme skladby v pre-produkci před jejich nahráváním."   
Album se nahrávalo mezi světovým turné kapely 50 Heavy Metal Years Tour. Faulkner uvedl: "Překážkou, chcete-li to tak nazvat bylo turné. Museli jsme jít na turné, a nahrávat kousky a kousky mezi jednotlivými pauzy turné." Kvůli přetrvávajícím omezením bylo album nahráno v místech bydlišť členů: Travis a Faulkner v Tennessee, Halford v Arizoně, Tipton a Hill ve Worcestershire.  
V červnu 2023 kytarista Richie Faulkner uvedl: „Zvuk kapely se trochu změní, protože je progresivní v tom smyslu, že to není jako sloka-refrén-sloka-refrén-sólo-refrén-konec, ale je to hudební část-sloka-hudební část udělat pár zvratů, hudebně. Je to vliv Judas Priest ze 70. let v progresivním a tvrdším smyslu jako song Sinner, ale zní to jako Judas Priest v roce 2023.“ Již dříve uvedl, že ačkoli „existují zřejmé hudební souvislosti s poslední nahrávkou“, že nové album nebude navazovat stylem na předchozí album Firepower. Faulkner přirovnal album ke Killing Machine, ale vzteklé a progresivnější.
Vydání alba skupina oficiálně oznámila 7. října 2023 na svých webových stránkách a 13. října 2023 byl zveřejněn první singl „Panic Attack“. Druhý singl  „Trial by Fire“ byl vydán 17. listopadu a 19. ledna 2024 byl vydán třetí singl „Crown of Horns“. 22. února byl vydán čtvrtý singl  „The Serpent and the King“ a pátý titulní singl  „Invincible Shield“ byl vydán 8. března.
Glenn Tipton otextoval skladby „Escape from Reality“ a „Sons of Thunder“. Také zahrál kytarové sóla  „Sons of Thunder“ a „Vicious Circle“.
Na albu se autorsky podílel bonusovou písní „The Lodger“ Bob Halligan Jr., který přispěl již dříve se svou písní „Take These Chains“ na platinovém albu Screaming for Vengeance, a později také s autorskou písničkou „Some Heads Are Gonna Roll“ na albu Defenders of the Faith.
Album se vyšplhalo do předních příček žebříčků např.: 1. místo v Rakousku, Finsku, Švédsku, Skotsku, Švýcarsku; 2. místo v Řecku, Irsku; 3. místo v Belgii, Španělsku; 5. místo v Nizozemsku, Francii (což je nejlepší umístění v žebříčku); 6. místo v Česku, Japonsku. Album zbouralo světové žebříčky například v britském žebříčku se umístil na 2. místě, což je poprvé nejvyšší umístění všech alb skupiny. Poprvé se také umístili v německém žebříčku na 1. místě. Ale v žebříčku Billboard 200 se umístil na 18. místě. V australském žebříčku se album umístilo na 16. místě, což je druhá nejvyšší pozice v historii kapely v žebříčku, první bylo předchozí album Firepower na 12. místě. V Kanadě se album umístilo také na 16. místě

## Seznam skladeb
Všechny skladby napsali Glenn Tipton, Rob Halford a Richie Faulkner, pokud není uvedeno jinak.
| Pořadí         | Název                    | Délka |
| -------------- | ------------------------ | ----- |
| 1.             | Panic Attack             | 5:26  |
| 2.             | The Serpent and the King | 4:19  |
| 3.             | Invincible Shield        | 6:21  |
| 4.             | Devil in Disguise        | 4:44  |
| 5.             | Gates of Hell            | 4:37  |
| 6.             | Crown of Horns           | 5:45  |
| 7.             | As God Is My Witness     | 4:35  |
| 8.             | Trial by Fire            | 4:21  |
| 9.             | Escape from Reality      | 4:24  |
| 10.            | Sons of Thunder          | 2:58  |
| 11.            | Giants in the Sky        | 5:03  |
| Celková délka: | Celková délka:           | 52:32 |

| Deluxe Edition, 7" EP | Deluxe Edition, 7" EP | Deluxe Edition, 7" EP | Deluxe Edition, 7" EP |
| Pořadí                | Název                 | Autor                 | Délka                 |
| --------------------- | --------------------- | --------------------- | --------------------- |
| 12.                   | Fight of Your Life    |                       | 4:19                  |
| 13.                   | Vicious Circle        |                       | 3:01                  |
| 14.                   | The Lodger            | Bob Halligan Jr.      | 3:52                  |
| Celková délka:        | Celková délka:        | Celková délka:        | 63:48                 |

## Obsazení
- Rob Halford – zpěv
- Glenn Tipton – sólová kytara (10, 13), rytmická kytara (všechny kromě 10, 13)
- Richie Faulkner – sólová kytara (všechny kromě 10, 13), rytmická kytara (10, 13)
- Ian Hill – baskytara
- Scott Travis – bicí

#### Produkce
- Andy Sneap – producent
- Tom Allom – koproducent (10, 11)